# Сиви месарки
Сивите месарки (Sarcophagidae) са семейство мухи.

## Етимология
Sarcophagidae (от старогръцки σάρξ – „месо“ и φαγεῖν – „ядене“). Снасят в месо, откъдето идва и името им.

## Описание
Средни до едри мухи с характерно оцветяване в сиво. Гърбът отгоре е с надлъжни светли и тъмни ивици. Коремчето е със светли и тъмни петна, които при повече видове изменят цвета и разположението си при промяна ъгъла на наблюдение.
Те се различават от повечето мухи по това, че са яйцевидни, опортюнистично отлагат излюпени или излюпени червеи вместо яйца върху мърша, тор, разлагащ се материал или отворени рани на бозайници, откъдето идва и общото им име. Някои ларви на телесна муха са вътрешни паразити на други насекоми, като Orthoptera, а някои, по-специално Miltogramminae, са клептопаразити на единични Hymenoptera. Възрастните се хранят предимно с течности от животински тела, нектар, сладки храни, течности от животински отпадъци и други органични вещества. Младите екземпляри се нуждаят от протеини, за да се развият и могат да се хранят с мърша, тор или сладки растителни храни (включително плодове, ядки и изкуствени храни).

## Таксономия
Семейството включва три подсемейства: Miltogramminae, Paramacronychiinae и Sarcophaginae, съдържащи 108 рода. В това семейство има около 2500 вида.
- Afrowohlfartia

Подсемейство Miltogramminae
- Amobia
- Apodacra
- Craticulina
- Dolichotachina
- Macronychia
- Mesomelena
- Metopia
- Metopodia
- Miltogramma
- Oebalia
- Phrosinella
- Phylloteles
- Protomiltogramma
- Pterella
- Senotainia
- Sphenometopa
- Taxigramma
- Xiphidiella

Подсемейство Paramacronychiinae
- Agria
- Angiometopa
- Brachicoma
- Nyctia
- Paramacronychia
- Sarcophila
- Sarcotachina
- Wohlfahrtia

Подсемейство Sarcophaginae
- Триб Bellieriini
  - Bellieria
  - Pierretia
  - Sarcotachinella
- Триб Boettcheriini
  - Archimimus
  - Boettcheria
  - Metoposarcophaga
  - Thelylepticocnema
- Триб Comasarcophagini
  - Comasarcophaga
  - Mecynocorpus
- Триб Emblemasomatini
  - Colcondamyia
  - Emblemasoma
- Триб Impariini
  - Abapa
  - Acanthodotheca
  - Kellymyia
  - Speciosia
- Триб Johnsoniini
  - Erucophaga
  - Johnsonia
  - Rafaelia
  - Sthenopyga
- Триб Microcerellini
  - Microcerella
- Триб Notochaetini
- Триб Parasarcophagini
  - Euboettcheria
  - Neobellieria
  - Paraphrissopoda
  - Wohlfahrtiopsis
- Триб Protodexiini
  - Amblycoryphenes
  - Blaesoxipha
  - Fletcherimyia
  - Mantidophaga
  - Opsophyto
  - Protodexia
  - Spirobolomyia
  - Stenaulacotheca
- Триб Raviniini
  - Argoravinia
  - Chrysagria
  - Cistudinomyia
  - Dexosarcophaga
  - Oxysarcodexia
  - Ravinia
- Триб Sarcodexiini
  - Cucullomyia
  - Helicobia
  - Sarcodexia
  - Titanogrypa
  - Tylomyia
- Триб Sarcophagini
  - Annefrankia
  - Arachnidomyia
  - Bercaeopsis
  - Bezziella
  - Engelimyia
  - Lepidodexia
  - Neosarcophaga
  - Peocilometopa
  - Phytosarcophaga
  - Sarcophaga
  - Tulaeopoda
- Триб Sarothromyiini
  - Peckia
  - Peckiamyia
  - Sarcofahrtiopsis
  - Sarcophagula
  - Sarothromyia
  - Udamopyga